# Кубок Кар'яла 2010
Кубок Кар'яла 2010 — міжнародний хокейний турнір у Фінляндії в рамках Єврохокейтуру, проходив 11—14 листопада 2010 року у Гельсінкі та один матч у Чеське Будейовіце.

## Результати та таблиця
| 1 | Фінляндія | ~   | 0:1 | 4:1 | 5:0 | 3 | 2 | 0 | 0 | 1 | 9:2  | 6 |
| 2 | Росія     | 1:0 | ~   | 2:3 | 3:1 | 3 | 2 | 0 | 0 | 1 | 6:4  | 6 |
| 3 | Швеція    | 1:4 | 3:2 | ~   | 4:3 | 3 | 2 | 0 | 0 | 1 | 8:9  | 6 |
| 4 | Чехія     | 0:5 | 1:3 | 3:4 | ~   | 3 | 0 | 0 | 0 | 3 | 4:12 | 0 |

М — підсумкове місце, І — матчі, В — перемоги, ВО — перемога по булітах (овертаймі), ПО — поразка по булітах (овертаймі), П — поразки, Ш — закинуті та пропущені шайби, О — очки

## Найкращі бомбардири
| М  | Гравець         | Г | П | О |
| -- | --------------- | - | - | - |
| 1. | Роберт Нільссон | 4 | 0 | 4 |
| 2. | Янне Лахті      | 2 | 2 | 4 |
| 3. | Ніклас Перссон  | 0 | 4 | 4 |

## Найкращі воротарі
| М | Гравець         | Хвилини | ПШ | КН   | ША |
| - | --------------- | ------- | -- | ---- | -- |
| 1 | Петрі Веханен   | 118:20  | 2  | 1,01 | 0  |
| 2 | Даніель Ларссон | 58:33   | 3  | 3,07 | 0  |
| 3 | Михайло Бірюков | 28:11   | 3  | 6,39 | 0  |
| 4 | Марек Шварц     | 30:20   | 4  | 7,91 | 0  |

## Найкращі гравці турніру
| Воротар  | Василь Кошечкін |
| Захисник | Маттіас Екгольм |
| Нападник | Петрі Контіола  |

## Команда усіх зірок
| Воротар  | Василь Кошечкін |
| Захисник | Юркі Вяліваара  |
| Захисник | Магнус Юганссон |
| Нападник | Янне Лахті      |
| Нападник | Ніко Капанен    |
| Нападник | Роберт Нільссон |